# Acalypha malawiensis
Acalypha malawiensis é uma espécie de flor do gênero Acalypha, pertencente à família Euphorbiaceae.